# Ісакадзе Ліана Олександрівна
Ліана Олександрівна Ісакадзе (груз. ლიანა ისაკაძე; 2 серпня 1946, Тбілісі — 5 липня 2024, там само) — радянська, грузинська і німецька скрипалька, диригент, музичний педагог. Заслужена артистка Грузинської РСР (1970). Народна артистка Грузинської РСР (1974). Народна артистка СРСР (1988). Лауреат низки міжнародних конкурсів. Народний депутат СРСР (1989—1991).

## Життєпис
Народилась у Тбілісі. Закінчила Московську консерваторію. По закінченні здобула ряд престижних премій, в тому числі перші премії на конкурсах імені Лонг і Тібо і імені Сібеліуса. 
У 1971—1990 рр. — солістка Московської філармонії.
У 1981 році одночасно очолила Камерний оркестр Грузії, яким потім керувала протягом 15 років, в 1990 році, у зв'язку з важким становищем грузинської економіки, перевівши колектив до Німеччини, в місто Інгольштадт. З того часу живе переважно в Німеччині, продовжуючи брати активну участь у музичному житті Грузії і Росії: зокрема, в 1998 році очолювала журі конкурсу скрипалів XI Міжнародного конкурсу ім. П. І. Чайковського.
З початку 1990-х років жила у Німеччині і Франції (Париж і Грас).
Нагороджена Державною премією Грузинської РСР (1975, 1983), Орденом пошани Республіки Грузія (1998). Почесна громадянка Тбілісі (2016).

## Нагороди і звання
- Лауреат Всесоюзного конкурсу музикантів-виконавців у Москві (1961, II премія)
- Лауреат Міжнародного конкурсу піаністів і скрипалів ім. М. Лонг—Ж. Тібо в Парижі (1965, I премія)
- Лауреат Міжнародного конкурсу скрипалів ім. Я. Сібеліуса в Гельсінкі (1970, I премія)
- Лауреат IV Міжнародного конкурсу ім. П. І. Чайковського у Москві (1970, III премія)
- Заслужена артистка Грузинської РСР (1970)
- Орден «Знак Пошани» (1971)
- Народна артистка Грузинської РСР (1974)
- Народна артистка СРСР (1988)
- Державна премія Грузинської РСР ім. З. Паліашвілі (1979)
- Державна премія Грузинської РСР ім. Ш. Руставелі (1983)
- Державна премія Грузії (2002)
- Два Ордени Честі (Грузія) (1998, 2002)
- Медаль «2000 Видатних Музикантів 20-го століття» (Кембридж, Англія, 2002)
- Медаль мерії Парижа (2005)
- Почесний громадянин Тбілісі